# National Rifle Association

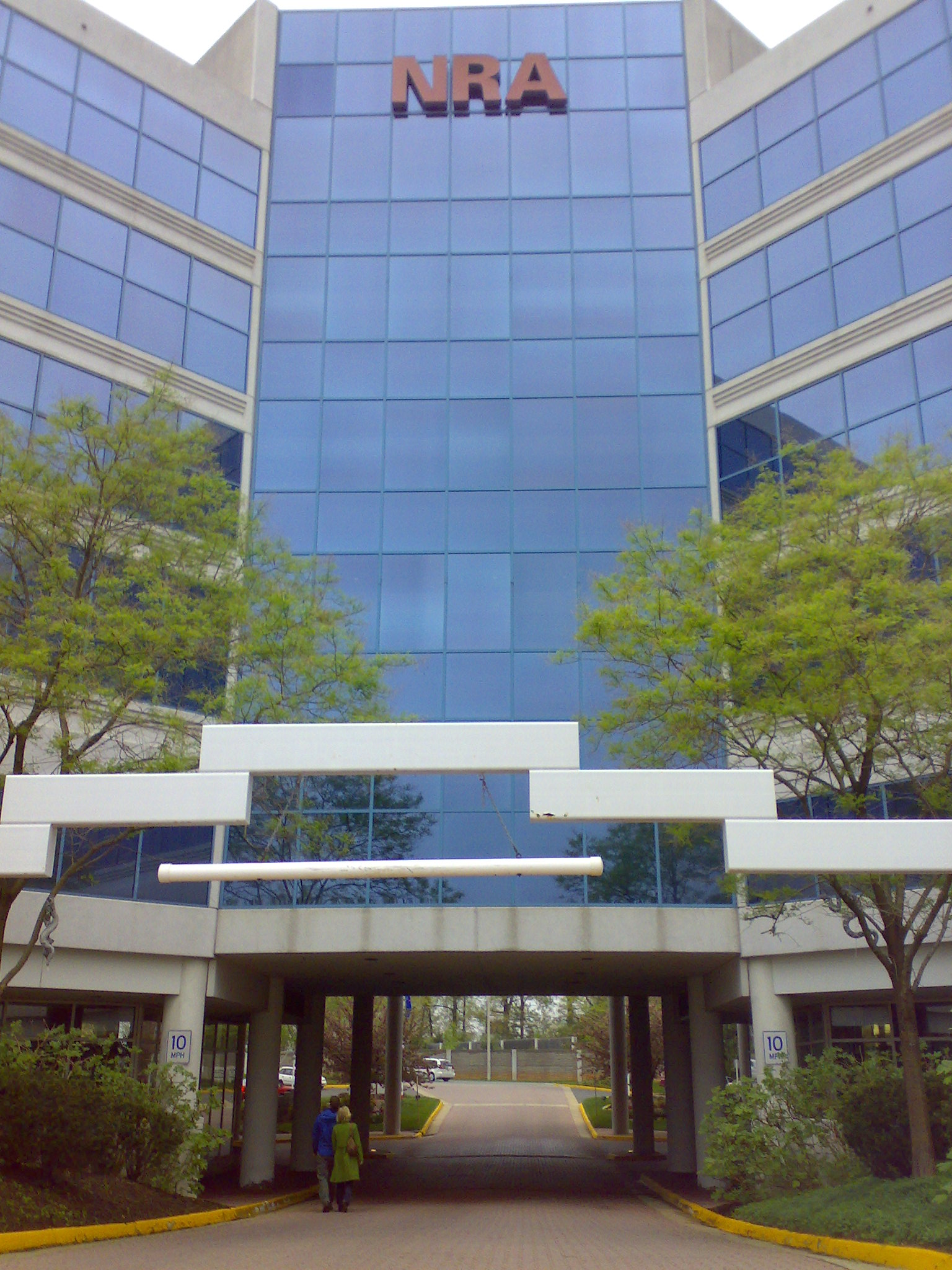
Zentrale der NRA in Fairfax, Virginia (2007)

Die National Rifle Association („Nationale Gewehr-Vereinigung“), kurz NRA, wurde 1871 in den USA als Organisation für das Sportschießen und Training an Schusswaffen gegründet. Sie entwickelte sich bis 1977 zur Waffenlobby, die als eine der größten Interessengruppen zahlreiche politische Wahlen in den USA finanziell und propagandistisch beeinflusst.
Seit 2021 ist die NRA in einem Prozess verwickelt, in dem der Führung schwere Fälle von Betrug und Unterschlagung vorgeworfen werden und in dem auf eine mögliche Auflösung der Organisation geklagt wird. Im Rahmen des Prozesses trat der langjährige Geschäftsführer der NRA, Wayne LaPierre, im Januar 2024 zurück.

## Organisation

### Ziele
Als ihr Ziel gibt sie an, die Verfassung der Vereinigten Staaten zu verteidigen, besonders deren 2. Zusatzartikel. Diesen interpretiert sie als „garantiertes individuelles Recht aller US-Bürger auf Erwerb, Besitz, Tragen, Transport, Weitergabe und legitimen Gebrauch von Waffen, damit sie jederzeit ihre legitimen individuellen Rechte zur Selbsterhaltung und Verteidigung ihrer Familie, Person und ihres Eigentums ausüben und ebenso in einer angemessenen Miliz der allgemeinen Verteidigung der Republik und individuellen Freiheit ihrer Bürger dienen können“. Daraus leitet die NRA die politische Opposition gegen fast jede Form gesetzlicher Waffenkontrolle ab. Sie bekämpft jede Lizenzierung, Registrierung und Wartefrist beim Kauf von Schusswaffen, das Verbot halbautomatischer Schusswaffen und jede Kapazitätsbegrenzung von Waffenmagazinen. Sie hat beansprucht, damit das Interesse nicht nur ihrer Mitglieder, sondern aller Jäger und Schusswaffenbesitzer in den USA zu vertreten.

### Mitglieder
2010 gehörten zur NRA 9900 Schützenvereine und 51 Vereinigungen.
2013 stieg die Zahl der eingetragenen NRA-Mitglieder nach zwischenzeitlichen Rückgängen auf fünf Millionen. Bis 2023 sank sie wieder auf nunmehr 4,3 Millionen.

### Struktur
Rechtlich ist die NRA eine gemeinnützige Körperschaft (Association), steuerbefreit gemäß § 501(c)(4) im Titel 26 des United States Code.
Der NRA-Vorstand (Board of Directors) besteht aus 75 Mitgliedern, von denen sich je 25 beim Jahrestreffen der NRA zur Ab- oder Wiederwahl stellen. Wahlberechtigt sind alle, die seit mindestens fünf Jahren feste NRA-Mitglieder sind. Etwa 140.000 von 2,6 Millionen Mitgliedern (~ 4 %) nahmen Anfang der 1990er Jahre an diesen Wahlen teil. Kandidaten, die Kompromissbereitschaft gegenüber gesetzlicher Waffenkontrolle zeigten, hatten in der Regel keine Wahlchancen.
Die eigentliche Führung oblag bis 1977 dem Management Committee, zu dem der für je ein Jahr gewählte Präsident und weniger als zehn Vorstandsmitglieder gehörten. Dieser Führungskreis bestimmte ein Nominating Committee, das die NRA-Mitglieder auswählte, die sich jährlich zur Wieder- oder Neuwahl stellen mussten. Beim Jahrestreffen in Cincinnati 1977 wurden diese vom Vorstand vorgeschlagenen Kandidaten durch von der Mitgliederversammlung ausgewählte Kandidaten ersetzt, und das Management Committee wurde aufgelöst. Der bisherige Vizepräsident wurde direkt von der Versammlung gewählt und erhielt exekutive Vollmachten (Executive Vice President, EVP). Die politische Lobbyarbeit obliegt dem Institute for Legislative Action (ILA), das 1975 gegründet wurde. Dessen Direktor wurde 1977 direkt dem Vizepräsidenten unterstellt und erhielt damit dieselben Rechte wie der Chef der General Operations, dem er zuvor rechenschaftspflichtig gewesen war. Wesentliche Vereinsstatuten konnten seither nur noch durch eine Mitgliedervollversammlung geändert werden. Nach der Entlassung des damaligen ILA-Direktors Neal Knox 1982 erreichte der Vorstand bei einer Mitgliederabstimmung eine Satzungsänderung, die ihm erneut das Recht gab, den Exekutiven Vizepräsidenten (EVP) selbst zu wählen.
Seit 2003 werden die NRA-Präsidenten für je ein Jahr gewählt und können für maximal ein weiteres Jahr wiedergewählt werden. Sie haben anders als der jeweilige Vizepräsident und der ILA-Direktor nur repräsentative Aufgaben und Befugnisse. Folgende Personen hatten oder haben diese Führungspositionen in der NRA inne:
| Präsident                          | Exekutiver Vizepräsident     | Direktor der ILA              |
| ---------------------------------- | ---------------------------- | ----------------------------- |
| Ambrose Burnside (1871)            |                              |                               |
| William Conant Church (1872–1882)  |                              |                               |
| Ulysses S. Grant (1883)            |                              |                               |
| Philip Sheridan (1884–1888)        |                              |                               |
| George Wood Wingate (1888–1913)    |                              |                               |
| Alexander Shaler (1913ff.)         |                              |                               |
| Winfield S. Hancock                |                              |                               |
| E. L. Molineaux                    |                              |                               |
| Karl Frederick (1920ff)            |                              |                               |
| –                                  | Franklin L. Orth (1959–1970) | –                             |
| –                                  | Maxwell Rich (1970–1977)     | Harlon Carter (1975–1977)     |
| –                                  | Harlon Carter (1977–1985)    | Neal Knox (1977–1982)         |
| Howard Wallace Pollock (1984–1988) | G. Ray Arnett (1985–1986)    | J. Warren Cassidy (1982–1986) |
| Joe Foss (1988–1990)               | J. Warren Cassidy (1986ff)   | Wayne LaPierre (1986–1991)    |
| Marion P. Hammer (1995–1998)       | Gary L. Anderson (bis 1991)  | Tanya Metaksa (1994–1998)     |
| Charlton Heston (1998–2003)        | –                            | James Jay Baker (1998–2002)   |
| Kayne Robinson (2003–2005)         | Wayne LaPierre (seit 1991)   | Chris W. Cox (seit 2002)      |
| Sandra Froman (2005–2007)          |                              |                               |
| John C. Sigler (2007–2009)         |                              |                               |
| Ron Schmeits (2009–2011)           |                              |                               |
| David Keene (2011–2013)            |                              |                               |
| James W. Porter II (2013–2015)     |                              |                               |
| Allan D. Cors (2015–2017)          |                              |                               |
| Pete Brownell (2017–2018)          |                              |                               |
| Oliver North (2018–2019)           |                              |                               |
| Carolyn D. Meadows (2019–2021)     |                              |                               |
| Charles L. Cotton (seit 2021)      |                              |                               |

Die NRA hat neben dem ILA weitere Unterorganisationen, darunter die NRA-Foundation, die Sponsorenorganisation Friends of the NRA und die Wahlkampforganisation Political Victory Fund (PVF). Durch regelmäßige Spendenaufrufe und E-Mail-Kampagnen all dieser Unterorganisationen nahm die NRA 1994 70 Millionen US-Dollar ein. Hinter gestückelten Einzelspenden stehen auch industrielle Großspender, darunter 20.000 Waffenhändler und Waffenhersteller sowie einige reiche konservative Finanziers. Weitere 8,6 Millionen Dollar nahm die NRA 1993 durch Anzeigen der US-Waffenindustrie in ihren Vereinszeitungen ein. Die Waffenhändler warben ihrerseits bei Waffenkäufern für Spenden an die NRA; daraus stammen weitere Millionen jährlich. Durch Aufrufe an ihre Mitglieder, zweckbestimmte Spenden eines festgelegten Betrags direkt an den PVF zu überweisen, erhielt dieser von 1988 bis 1994 über 16,5 Millionen Dollar, die er legal als Wahlkampfspenden ausgeben durfte. Damit umging die NRA die damaligen gesetzlichen Höchstgrenzen für Einzelspenden an politische Interessengruppen. 1993/94 gab die NRA über ein Drittel aller von Parteien unabhängigen Wahlkampfgelder aus. Sie galt damit als die größte und effektivste Lobbygruppe der USA.

## Training und Erziehung
Die NRA bietet viele verschiedene Kurse und Trainingsprogramme zum Umgang mit Schusswaffen aller Art an, die auf Zielgruppen zugeschnitten sind, darunter auf Kinder, Jugendliche, Frauen, Lehrkräfte, Jäger, Polizisten, Justizangehörige und Militärangehörige. Sie ist deshalb als gemeinnützige Organisation in den USA anerkannt und von Steuern befreit. Sie etablierte seit 1903 Schießwettbewerbe für Jugendliche, seit 1949 Training für Jäger und seit 1960 für Polizisten. Manche Bundesstaaten verpflichten Jäger zur Teilnahme an NRA-Kursen. 2012 nahmen bis zu einer Million Jugendliche jährlich NRA-Kursangebote wahr. 10.000 Mitglieder der Strafverfolgungsbehörden erhielten ein NRA-Zertifikat als Ausbilder an Schusswaffen. Insgesamt trainierten um das Jahr 2010 55.000 zertifizierte NRA-Ausbilder etwa 750.000 Schusswaffenbesitzer. Für Frauen gab es das Programm Refuse to be a Victim („Weigere dich ein Opfer zu sein“).
Die NRA gibt mehrere monatliche Zeitschriften für ihre verschiedenen Zielgruppen heraus, die Mitglieder kostenlos erhalten: American Rifleman, American Hunter, Americas First Freedom (1997 bis 2002 unter dem Namen American Guardian), Woman's Outlook.
Für Kinder vom Vorschulalter bis zur sechsten Klasse bietet die NRA seit 1988 ein Programm mit dem Maskottchen Eddie Eagle an. Es soll Kinder zum vorsichtigen Umgang mit Schusswaffen erziehen, um Schussunfälle zu vermeiden. Das Programm ist als Werbung für die Waffenindustrie kritisiert worden; es solle eine Waffenkultur unter Jugendlichen etablieren und so zukünftige NRA-Mitglieder rekrutieren. Es mache Kinder für den sicheren Umgang mit Waffen verantwortlich, anstatt Erwachsene zu verpflichten, Waffen für Kinder unzugänglich aufzubewahren. Gleichzeitig bekämpfe die NRA alle gesetzlichen Schritte, die Kindern und Jugendlichen den Zugang zu Waffen erschweren oder verbieten.

## Geschichte

### Die Anfänge
Der Journalist William Conant Church und der Jurist George Wood Wingate, zwei ehemalige Offiziere des US-Heeres im Sezessionskrieg (1861 bis 1865), gründeten die NRA der USA am 17. November 1871 im Bundesstaat New York nach dem Vorbild der 1860 gegründeten britischen NRA als Schützenverein. Sie wollten die Treffsicherheit von Reservisten der Milizen (der späteren US-Nationalgarde) und Zivilisten verbessern und den allgemeinen Schießsport fördern, um die Kriegsbereitschaft der US-Bürger auch in Friedenszeiten wachzuhalten. Sie reagierten damit auf die industrielle Massenproduktion von damals neuen Hinterlader- und Repetierwaffen, die schnelleres Abgeben mehrerer Schüsse über längere Entfernungen erlaubten und präzises Zielen erforderten. Sie warben für den privaten Kauf solcher Waffen, der nach dem Sezessionskrieg einen enormen Aufschwung nahm.
Der erste NRA-Präsident, der ehemalige Oberbefehlshaber der Potomac-Armee Ambrose Burnside, erreichte 1872, dass die Regierung von New York der NRA 25.000 US-Dollar (drei Viertel des Preises) zum Kauf eines Schießübungsplatzes auf Long Island spendete. Dort fand 1874 vor etwa 8000 Zuschauern der erste NRA-Schießwettbewerb mit einer Auswahl von US-Milizen gegen eine Auswahl irischer Schützen statt. Waffenfabrikanten wie Remington Arms und Sharps bauten dazu eigens besonders zielgenaue Gewehre, stifteten die Hauptpreise, darunter ein hochwertiges vergoldetes Winchester-Gewehr und ein Gatling-Repetiergeschütz, und zahlten für NRA-Clubs die Eintrittspreise. Nachdem die US-Armee 1879 eine eigene Organisation für Schusswaffenübungen gegründet hatte, stellte der neue Gouverneur New Yorks Alonzo B. Cornell die Finanzhilfen für die NRA 1880 ein.
Nach William Church wurde der frühere US-Präsident Ulysses S. Grant 1883 NRA-Präsident. Er diente als Aushängeschild, um ihr Ansehen zu steigern. 1892 musste die NRA ihren Übungsplatz jedoch dem Bundesstaat New York abtreten und die Schießwettbewerbe einstellen. 1901 gründete sie sich neu und verpflichtete sich, als nationale Bürgerorganisation nie mehr von einem Bundesstaat abhängig sein zu wollen.

### Sportschützen- und Jagd-Vereinigung
Seit 1906 bot die NRA Schusswaffentraining für Jugendliche an. 1907 verlegte sie ihr Hauptquartier nach Washington, D.C. 1909 ergänzte sie ihre Statuten: Diese erlaubten dem US-Verteidigungsminister sowie den Kommandeuren der Marine und der Nationalgarde fortan, bis zu fünf Vorstandsmitglieder der NRA zu berufen. Seit 1912 gewährte der US-Kongress der NRA Finanzhilfen für ihre jährlichen Schießwettbewerbe. Ein Gesetz von 1916 gewährte 300.000 US-Dollar Staatshilfe für ziviles Waffentraining. Bis Ende der 1920er Jahre wuchs die Zahl der NRA-Mitglieder auf 3500 und die zur NRA gehörigen Schützenvereine auf über 2000.
Das auf Empfehlung der NRA 1903 gegründete National Board for the Promotion of Rifle Practice („Nationalrat zur Förderung von Schusswaffen-Übung“) bestand zu über einem Drittel aus NRA-Mitgliedern. Es ließ Schützenplätze für Zivilisten bauen und dafür werben. 1905 setzte es ein Gesetz durch, das den Verkauf von überschüssigen Armeewaffen und Munition an Schützenvereine erlaubte, die den NRA-Regeln genügten und von ihr gefördert wurden. Ab 1910 erlaubte dieses Gesetz die kostenfreie Abgabe von Armeewaffen an NRA-geförderte Schützenvereine. Ab 1912 finanzierte der US-Kongress die jährlichen Schießwettbewerbe der NRA mit, ab 1913 ließ er jährlich 1000 US-Soldaten daran teilnehmen. Diese Fördermaßnahmen wurden im Ersten Weltkrieg ausgesetzt, aber unmittelbar danach fortgesetzt. Ab 1924 erhielten nur noch eingetragene NRA-Mitglieder Schusswaffen der US-Armee. Bis 1939 überließ diese den NRA-Vereinen 200.000 Waffen.
Das erste Waffenkontrollgesetz eines Bundesstaates in den USA, das Sullivan Law New Yorks von 1911, sah die polizeiliche Registrierung von Handfeuerwaffen vor, um Kriminellen den Waffenkauf zu erschweren. Die NRA opponierte im Vorfeld dagegen, versuchte aber nicht, das beschlossene Gesetz zu revidieren, da sie von Staatsgeldern abhängig war. Nach Bandenkriegen mit vielen Todesopfern in den 1920er Jahren erwog der US-Kongress ein erstes nationales Waffengesetz. Der Entwurf des Justizministeriums für diesen National Fire Arms Act von 1934 verpflichtete jeden Käufer von Handfeuerwaffen, Maschinengewehren und Gewehren mit abgesägtem Lauf dazu, den Kauf zu beantragen und sich mitsamt Fingerabdruck polizeilich überprüfen zu lassen. Ausgefallene Waffentypen sollten mit einer hohen Steuer belegt werden, Waffenscheine sollten Vorbesitzer vermerken. Mit einer Briefkampagne ihrer Mitglieder erreichte die NRA, dass der US-Kongress stattdessen einen von ihren Lobbyisten verfassten Kompromissentwurf ohne generelle Hintergrundchecks annahm.
Nach dem Zweiten Weltkrieg verdreifachte die NRA ihre Mitgliedszahl durch die Aufnahme vieler der neun Millionen heimgekehrten Ex-Soldaten. Weil diese eher am Jagdsport als an Schießwettbewerben interessiert waren, förderte die NRA sie mit besonderen Kursangeboten, die auch das schlechte Image der Kriegsveteranen bei ländlicher Zivilbevölkerung verbessern sollten. Dabei wandelte sich die NRA allmählich von einer regierungsnahen, paramilitärischen Trainingsorganisation zu einer Interessenvertretung aller zivilen Waffenbesitzer in den USA.
Nach dem Mord an US-Präsident John F. Kennedy, der 1963 mit einem bei der NRA schriftlich bestellten, per Post versandten Karabiner durchgeführt wurde, legte ein Ausschuss dem Kongress den Entwurf für den Gun Control Act (GCA68) vor. Dieser beschloss das Gesetz 1968 nach den Morden an Martin Luther King und Robert F. Kennedy. Es verbot den Waffenverkauf auf Fernbestellung und über Bundesstaatsgrenzen hinweg sowie den Import minderwertiger, ausländischer „Nichtsportwaffen“, hob das Mindestalter für den Kauf auf 21 Jahre an und ließ die Kaufberechtigung per Fragebogen überprüfen. Damit verschärfte der Kongress einen Entwurf der NRA.
Der damalige Vizepräsident der NRA, General Franklin Orth, befürwortete das Gesetz vor dem Kongress: Kein geistig gesunder US-Bürger könne ablehnen, jenes Werkzeug gesetzlich kontrollieren zu lassen, mit dem der US-Präsident ermordet worden sei. Damit zog er heftigen Protest einer jüngeren Minderheit in der NRA auf sich, die jede staatliche Waffenkontrolle strikt ablehnte. Ihr Sprecher war Harlon Carter, der 1951 in den NRA-Vorstand gewählt worden war.
Ab 1972 verhinderte die NRA effektive staatliche Waffenkontrollen, indem sie US-Kongressabgeordnete dazu bewog, Finanzmittel und Ausstattung für das neu eingerichtete Bureau of Alcohol, Tobacco and Firearms (BATF) kürzen zu lassen. 1975 gründete die NRA zur Einflussnahme auf staatliche Gesetzgebung die Unterorganisation Institute for legislative action (ILA) und ernannte Harlon Carter zu deren Chef. Einige Jahre zuvor hatte sie ihren zentralen Schießübungsplatz nach Camp Perry in Ohio verlegt. Die US-Armee subventionierte ihre nationalen Schießwettbewerbe damals mit jährlich drei Millionen US-Dollar und stellte jeweils 5000 Soldaten dazu bereit. Wegen des kostenintensiven Vietnamkrieges plante Senator Edward Kennedy, diese Finanzierung aus dem US-Verteidigungsetat zu streichen. Deshalb kaufte der NRA-Vorstand in New Mexico vorsorglich einen Landstrich für Schießwettbewerbe, Zeltlager, Überlebenstrainings- und Umweltkurse und plante, dieses Gelände von National Shooting Center auf National Outdoor Center umzubenennen. Ferner wollte der Vorstand das NRA-Hauptquartier nach Colorado Springs verlegen. Diese Pläne stießen bei Carter und seinen Anhängern in der NRA auf erbitterten Widerstand. Sie sahen darin einen Kurswechsel der NRA zu einem reinen zivilen Sportverband.

### Lobbyorganisation
Im November 1976 entließ der NRA-Vorstand 76 Angestellte, von denen die meisten zu Carters Anhängern gehörten. Daraufhin trat dieser von seinem Amt als ILA-Chef zurück. Zum folgenden Jahrestreffen 1977 in Cincinnati organisierte er eine Mitgliedermehrheit, die mit vorbereiteten Anträgen die Änderung der NRA-Statuten, mehr Mitspracherechte für einfache Mitglieder und die Abwahl der meisten älteren Vorstandsmitglieder erzwang sowie deren Pläne für das Hauptquartier und Übungsgelände stoppte. Carter wurde zum neuen Exekutivpräsidenten der NRA gewählt und erklärte den Beginn einer neuen Ära in der NRA-Geschichte. Damit hatte sich die NRA zur politischen Waffenlobby in den USA entwickelt, deren Rolle sie von nun an kompromisslos einnahm.
Von 1977 bis 1983 wuchs die NRA von einer auf 2,6 Millionen Mitglieder. Bei der US-Präsidentenwahl am 4. November 1980 unterstützte sie erstmals in ihrer Geschichte einen der Kandidaten, Ronald Reagan. Dieser war lebenslang NRA-Mitglied, hatte als Gouverneur von Kalifornien den höchsten internen NRA-Preis gewonnen und opponierte schon im Wahlkampf gegen jede gesetzliche Waffenkontrolle. Er verkörperte bereits als Western-Schauspieler die Werte von Eigenverantwortung, Unabhängigkeit, Kampfbereitschaft und Patriotismus, die die NRA als uramerikanische Werte propagierte. Sein Gegenkandidat Jimmy Carter hatte die NRA gegen sich aufgebracht, weil er als US-Präsident die Regierungsbehörde Department of Civil Marksmanship aufzulösen versuchte, das Jagen in einem Teil Alaskas verbot und einen Befürworter von Waffenkontrolle als Bundesrichter ernannte. Die NRA sah einen Kulturkampf zwischen modernen urbanen liberalen und traditionellen ländlichen konservativen Werten, zu deren Symbol sie das Recht jedes US-Bürgers auf Besitz und Tragen einer Schusswaffe erklärte. Sie deutete jede Waffenkontrolle, auch eine von Jimmy Carter vorgeschlagene Frist von 14 Tagen bis zur Erlaubnis eines beantragten Waffenkaufs, als heimliche Absicht, allen US-Bürgern ihre Waffen und damit ihr Recht auf Selbstverteidigung wegzunehmen. Dabei hatte die NRA eine Wartefrist beim Waffenkauf um 1975 noch selbst befürwortet.
Im März 1981 schoss John Hinckley, Jr. mit einer Handfeuerwaffe, deren Teile importiert und legal in den USA zusammengesetzt worden waren, auf Reagan und seinen Pressechef James Brady. Danach erwog Reagan, das BATF aufzulösen und Waffengenehmigungen dem angesehenen United States Secret Service zu übertragen. Obwohl die NRA das BATF stets bekämpft hatte, lehnte sie Reagans Plan ab, da sie eine weit effektivere Waffenkontrolle durch diese mit Geheimagenten ausgestattete Strafverfolgungsbehörde befürchtete.
Ab 1977 hatte die NRA die Rücknahme des Gun Control Act von 1968 angestrebt. Ein Entwurf des demokratischen Abgeordneten und NRA-Mitgliedes Harold Volkmer fand 1985 eine Mehrheit im US-Senat, den seit 1980 die Republikaner dominierten. 1986 fand der Firearms Owners Protection Act auch im US-Repräsentantenhaus eine Mehrheit. Er erlaubte wieder den privaten Verkauf von Gewehren über Staatsgrenzen hinweg, erleichterte den unregistrierten Privatverkauf und Verkauf durch Waffenhändler auf Waffenshows und hob Auflagen für Munitionsverkäufer auf. Er verbot dem BATF alle Maßnahmen, die eine zentrale Erfassung der Waffenbesitzer zur Folge gehabt hätten. Von zahlreichen Ergänzungsvorschlägen für Waffenkontrollen wurden nur ein Verkaufsverbot für Handfeuerwaffen zwischen Bundesstaaten und ein Verbot des Privatbesitzes von Maschinengewehren in das Gesetz aufgenommen. Die NRA investierte 1,6 Millionen Dollar in Werbung für den Entwurf und feierte dessen Verabschiedung als großen Erfolg ihrer Lobbyarbeit. Ihre Gegner, organisiert als Handgun Control, Incorporated (1986 in Brady Campaign to Prevent Gun Violence umbenannt), feierten die Aufnahme einiger Kontrollbestimmungen als ihren Erfolg. Polizeiorganisationen hatten das Gesetz abgelehnt und waren von da an dauerhaft mit der NRA zerstritten.
1981 wurde bekannt, dass Harlon Carter 1931 als Mörder eines mexikanischen Jugendlichen verurteilt, in der Revision aus formalen Gründen aber freigesprochen worden war. Er hatte das Verfahren in seinem NRA-Amt verschwiegen. Nach Medienberichten darüber behauptete er, es habe einer anderen Person mit ähnlichem Namen gegolten. Nachdem dies als Falschaussage bewiesen wurde, litt sein Ansehen in der NRA nicht.
Im Wahlkampf zur US-Präsidentschaftswahl 1988 investierte die NRA über 7 Millionen US-Dollar für Werbung gegen den demokratischen Kandidaten Michael Dukakis. Sie verbreitete mit einer Anzeigenkampagne dessen angebliche Aussage: „Ich glaube nicht an Waffen besitzende Leute.“ Darunter stand: „Sportsmänner gegen Dukakis.“ Das damalige NRA-Vorstandsmitglied Charlton Heston behauptete 1988 in Radio-Werbespots, Dukakis habe „alles getan, um ehrlichen Bürgern ihre Waffen wegzunehmen“. Dies wolle er nun in den ganzen USA tun. Dieses Risiko könnten Amerikaner nicht eingehen. Dukakis hatte als Gouverneur von Massachusetts 1976 mit einer Volksabstimmung vergeblich versucht, den Privatverkauf von Handfeuerwaffen – nicht Sportwaffen – zu verbieten.
Er bestritt die ihm zugeschriebene Aussage, verfehlte aber in vier Bundesstaaten, die sonst meist demokratische Bewerber gewählt hatten, knapp die Mehrheit. Das führen Historiker auf die NRA-Kampagne zurück.
Von 1983 bis 1988 verloren 21 von der NRA finanziell und ideologisch unterstützte Kandidaten ihren Sitz im US-Senat; nur 5 NRA-gestützte Kandidaten gewannen einen Senatssitz. Analysten sahen eine fortschreitende Schwächung des NRA-Einflusses auf die Politik, weil die ländliche Mitgliederbasis allmählich schrumpfte und die Polizei in Großstädten eher für schärfere Waffenkontrolle eintrat. 1991 gab die NRA 10 Millionen US-Dollar (etwa 10 % ihres Jahresetats) zur Mobilisierung ihrer Mitglieder gegen neue Gesetzesinitiativen zur Waffenkontrolle aus, die sie durch gleichzeitige Aufrufe zu Privatspenden ausglich.
Der Sieger der Präsidentschaftswahl von 1988, George H. W. Bush, war zum Wahlkampfbeginn in die NRA eingetreten und hatte Waffenkontrolle abgelehnt, diese im Amt aber moderat bejaht. Die NRA unterstützte seine Wiederwahl 1992 daher nicht. In einem Spendenaufruf von 1995 bezeichnete sie BATF-Angehörige als „brutale Gangster“ mit „Nazihelmen und schwarzen Sturmtruppenuniformen“. Kurz darauf geschah der Bombenanschlag auf das Murrah Federal Building in Oklahoma City (168 Tote), der dortigen Mitarbeitern des BATF und anderer Bundesbehörden galt. Daraufhin trat Bush wieder aus der NRA aus. Der Attentäter Timothy McVeigh war bis 1992 NRA-Mitglied gewesen, hatte seine Briefe mit deren Werbeslogan „Ich bin die NRA“ gestempelt und gern Waffenshows und Treffen von Milizen besucht. Beim Jahrestreffen 1995 distanzierte sich der NRA-Vorstand von allen, die einen Krieg gegen die Regierung mit dem Verfassungsrecht auf Waffenbesitz rechtfertigten. Man sei nicht an Milizen beteiligt, entmutige aber auch niemand, seine Verfassungsrechte voll wahrzunehmen. Im selben Jahr wurde ein Milizgründer in den Vorstand wiedergewählt, ein weiterer erhielt einen NRA-Preis.
Die NRA unterstützte 2000 und 2004 die Wahl und Wiederwahl von George W. Bush zum US-Präsidenten und beansprucht eine ausschlaggebende Rolle bei der Wählermobilisierung für die Kongresswahlen 2002 und 2006, die jeweils Mehrheiten für die Republikanische Partei ergaben. Mit den von Bush berufenen Bundesrichtern entschied das Verfassungsgericht der USA 2008, der zweite Verfassungszusatz beinhalte ein individuelles Recht der US-Bürger auf den Besitz und das Tragen von Waffen. Daraufhin erreichte die NRA mit ihrer Lobbyarbeit in vielen US-Bundesstaaten Gesetze, die US-Bürgern das verdeckte Tragen von Schusswaffen auch außerhalb ihrer Wohnsitze und für Angreifer potentiell tödliche bewaffnete Selbstverteidigung erlauben (siehe Stand-your-ground law) sowie Waffenhersteller vor Strafverfolgung und Schadensersatzansprüchen bei illegalem Gebrauch ihrer Produkte schützen.
Nach Ronald Reagan wandte sich auch der US-Präsident Donald Trump – knapp 100 Tage nach seiner Amtseinführung – direkt an die NRA und versicherte ihr, sie habe nun „einen echten Freund und Anwalt im Weißen Haus“: „der achtjährige Angriff [seines Amtsvorgängers Barack Obama] auf ihre Rechte sei nun vorbei“.
Von 1998 bis Anfang 2018 spendete die NRA mindestens 4,1 Millionen US-Dollar an Kongressabgeordnete.
2008 gaben sie 1,67 Millionen US-Dollar für Lobbyarbeit aus, 2009 2,06; 2010 2,65 2011 2,91; 2012 2,98; 2013 2,98; 2014 3,36; 2015 3,61; 2016 3,19 und 2017 5,12 Millionen US-Dollar.

### Kooperation mit der Waffenindustrie
Die NRA-Jahrestreffen bieten (Stand 1991) bedeutenden internationalen Waffenherstellern, darunter dem deutschen Unternehmen Heckler & Koch, seit Jahrzehnten mit einer großen Ausstellungshalle eine Werbe- und Verkaufsplattform.
Als bedeutender Lobby-Erfolg der NRA gilt ein Gesetz von 2005, das die Hersteller von Waffen von der Haftung für missbräuchliche Verwendung freistellt. Es gilt als Rettung der Hersteller vor dem durch Produkthaftung drohenden Bankrott der Branche in den USA. Im selben Jahr begann die NRA ein Spendenprogramm, das sich an die Waffenhersteller richtet. In den folgenden Jahren nahm die Finanzierung der Vereinigung durch Mitgliederbeiträge und Kleinspenden ab und die direkte Unterstützung durch die großen Waffenhersteller zu.
Obwohl die NRA John McCain 2001 wegen seiner Bejahung von Hintergrundchecks bei Waffenshows als Feind der US-Verfassung bezeichnet hatte, unterstützte sie seine Kandidatur bei der US-Präsidentschaftswahl 2008 und investierte weit über 10 Millionen US-Dollar gegen die Wahl seines demokratischen Konkurrenten Barack Obama. Diesen stellte die NRA, etwa in TV- und Radio-Werbespots sowie landesweiten Zeitungsannoncen, als akute Gefahr für das individuelle Recht der US-Bürger auf Waffenbesitz dar. Im März 2011 lehnte die NRA eine Einladung Obamas zu einem Dialog über die effektive Anwendung bestehender Waffenkontrollgesetze ab.
Im November 2011 lehnte die NRA einen Vorstoß der UN ab, mit ihren Mitgliedsstaaten den Vertrag über den Waffenhandel (ATT) zur Regelung des internationalen Handels mit konventionellen Waffen auszuhandeln. Wayne LaPierre behauptete gegen den Wortlaut des Vertragsentwurfs und dessen notwendige Ratifizierung im US-Kongress, damit könne und wolle die UN das Verfassungsrecht der US-Bürger auf Waffenbesitz aufheben. 51 Senatoren und 130 Abgeordnete des US-Kongresses unterzeichneten eine Protestpetition der NRA gegen den Vertrag. Dessen Scheitern in der UN im Juli 2012 verbuchte die NRA als ihren Erfolg.
Während des Wahlkampfs 2016 trafen sich NRA-Vertreter in Moskau mit Putin-nahen Größen wie Alexander Torschin.

### Auflösungsklage
Am 6. August 2020 erklärte die Generalstaatsanwältin Letitia James auf einer Pressekonferenz in New York: „Wir ersuchen einen Befehl, die NRA vollständig aufzulösen.“ In der Klage fordert die Generalstaatsanwältin die Auflösung der NRA und den Abtritt von Wayne LaPierre. Der NRA und drei weiteren Führungsmitgliedern um LaPierre werden Betrug, Korruption und Selbstbereicherung durch Veruntreuung von 64 Millionen US-Dollar vorgeworfen. LaPierre und andere aus der Führung der NRA hätten Mittel des Vereins genutzt, um einen luxuriösen Lebensstil zu finanzieren. LaPierre habe zudem mit der NRA einen Vertrag geschlossen, der ihm bei seinem Ausscheiden 17 Millionen Dollar sichert. Das Verfahren in New York ist möglich, da die NRA in New York als Verein registriert ist. Gleichzeitig läuft ein Verfahren vom Generalstaatsanwalt des Washingtoner Hauptstadtbezirks gegen die NRA Foundation, eine Stiftung des Verbands. Die NRA Foundation wird beschuldigt, Luxusausgaben von Führungspersonen finanziert zu haben.
Am 15. Januar 2021 beantragten die NRA und die Unterorganisation Sea Girt LLC Gläubigerschutz nach Chapter 11 des Insolvenzrechts beim Insolvenzbundesgericht in Dallas, Texas. Die steuerlich absetzbaren Spenden für die Stiftung der NRA, die jährlich mehrere Millionen Dollar an die NRA ausschüttete, waren im Zuge der erschwerten Einwerbung nach Ausbruch der Covid-19-Pandemie eingebrochen. Laut Gerichtsunterlagen stehen einem Vermögen zwischen 100 und 500 Millionen Dollar Verbindlichkeiten ebenfalls zwischen 100 und 500 Millionen Dollar gegenüber. Größter Gläubiger ist mit rund 1,2 Millionen Dollar die Werbeagentur Ackerman McQueen, die ab den 1980er Jahren für die NRA tätig war und unter anderem den Fernsehkanal NRATV aufgebaut und betrieben hatte. 2019 endete die Geschäftsbeziehung, weil die NRA Klage gegen die Agentur eingereicht hatte, unter anderem wegen angeblich überhöhter Rechnungen und nicht mit den Zielen der NRA übereinstimmender Inhalte des Fernsehprogramms. Die NRA bestreitet auch die Berechtigung der Agenturforderungen. Mehr als 960.000 Dollar schuldet die NRA dem Unternehmen Membership Marketing Partners LLC, das unter derselben Adresse wie die NRA residiert. Weitere 200.000 Dollar werden Speedway Motorsports geschuldet, Eignerin und Betreiberin der NASCAR-Rennen.
Die NRA erklärte, sie wolle im Zuge des Insolvenzverfahrens den rechtlichen Sitz nach Texas verlegen und sich als Non-Profit-Organisation neu strukturieren. Es sei die tiefgreifendste Transformation in der Geschichte der Organisation. Sie sei aber keineswegs bankrott, es werde keine wesentliche Änderung ihrer Aktivitäten und des Personals geben, auch der Verwaltungssitz bleibe, wo er ist. Sie begründete den Plan mit einem „toxischen politischen Umfeld“ und „illegalem Machtmissbrauch“ in New York, mit geringeren Kosten und Vorteilen in Rechtsstreitigkeiten. Um ein Verfahren nach Chapter 11 anzumelden, muss ein Unternehmen oder eine Organisation nicht zahlungsunfähig sein; es genügt, dass eine die Liquidität gefährdende Zahlungsforderung möglich scheint. Bis zum Abschluss der Reorganisation können rechtliche Schritte gegen den Antragsteller unterbunden werden.
Die New Yorker Generalstaatsanwältin Letitia James erklärte, sie werde nicht zulassen, dass die NRA das Insolvenzverfahren oder andere Methoden dazu nutze, sich ihrer Aufsicht zu entziehen. Der Gouverneur von Texas, Greg Abbott, begrüßte die geplante Sitzverlegung.
Am 11. Mai 2021 lehnte Bundesrichter Harlin Hale vom United States Bankruptcy Court for the Northern District of Texas (Insolvenzgericht) in Dallas den Antrag der NRA auf Gläubigerschutz ab, unter anderem mit der Begründung, die NRA habe den Antrag gestellt, um ein Verfahren der Generalstaatsanwältin des Bundesstaats New York zu vermeiden. Das sei nicht im Sinne des Insolvenzrechts.
Am 5. Januar 2024, kurz vor dem ersten Verhandlungstag des von Generalstaatsanwältin Letitia James angestrengten Prozesses, gab die NRA bekannt, dass LaPierre wegen „gesundheitlicher Bedenken“ zum Ende des Monats als Geschäftsführer zurücktreten werde.

## Medien
Die National Rifle Association verlegt eine Reihe von Publikationen, vor allem Magazine zu unterschiedlichen Aspekten von Schusswaffen und deren Gebrauch. Der American Rifleman ist die erste und älteste Publikation der NRA. Ursprünglich hieß das Magazin The Rifle und wurde von Arthur Corbin Gould unter seiner Schriftleitung herausgegeben. Später wurde es zum NRA Magazine.
Weitere Magazine, die die NRA für spezielle Mitglieder- und Interessensgruppen herausgibt sind: NRA Family, American Rifleman, American Hunter, Shooting Illustrated, America’s 1st Freedom und Shooting Sports USA.
Die NRA betrieb bis Juni 2019 eine Online-Fernsehplattform namens NRATV mit einer täglichen, etwa zehnminütigen Nachrichtensendung. Die Sendung wurde von Grant Stinchfield moderiert. Nach Naturkatastrophen argumentierte Stinchfield regelmäßig im Sinne der NRA-Politik für einen unregulierten Zugang zu Feuerwaffen, um sich gegen kriminelle Elemente schützen zu können. Nach dem Hurrikan Harvey lobte er die Waffengesetze von Texas, die es Jedermann ermöglichen, leicht an Schusswaffen zu gelangen. Er warnte eindringlich davor, bei der nächsten Naturkatastrophe unbewaffnet zu sein.

## Aktuelle Kontroversen

### Bekämpfung wegen Lobbyismus
Mehrere Organisationen in den USA bekämpfen die NRA und ihre politischen Ziele seit deren Wendung zum Lobbyismus 1977: darunter die Brady Campaign to prevent Gun Violence (seit 1986), das Violence Policy Center (seit 1992), die Mayors against illegal Guns sowie verschiedene Vereinigungen von Schusswaffenopfern, darunter die Gun Victims Action und die im Januar 2013 von dem Attentatsopfer Gabrielle Giffords und ihrem Ehemann Mark Kelly gegründete Gruppe Americans for Responsible Solutions. Zu prominenten Gegnern der NRA gehören einige Hollywood-Schauspieler, der Filmemacher Michael Moore mit seinem Film Bowling for Columbine, der ehemalige Bürgermeister von New York, Michael Bloomberg, der Senator Charles Schumer (New York) und andere.

### NRA-Forderungen nach Lockerungen
Die NRA forderte wiederholt, etwa nach dem Amoklauf an der Virginia Tech (2007) und dem Amoklauf an der Sandy Hook Elementary School (Newtown, Connecticut, 2012), die weitere Lockerung und Beseitigung bestehender Waffenkontrollgesetze. Sie verlangt die Aufhebung von Waffenverboten in öffentlichen Räumen wie Schulen, Universitäten, Kinos und Krankenhäusern, um gesetzestreuen US-Bürgern dort direkte Selbstverteidigung gegen etwaige Amokschützen und andere Gewalttäter zu ermöglichen. Wayne LaPierre forderte im Dezember 2012, Schulen die Einstellung bewaffneter Wächter und Schullehrern das Tragen von Schusswaffen im Unterricht zu erlauben.

### Kommission zur schärferen Waffenkontrolle
US-Präsident Barack Obama, der sich im Wahlkampf zu seiner Wiederwahl im November 2012 nicht zu Waffenkontrolle geäußert hatte, setzte im Dezember 2012 eine Kommission zum Anhören betroffener Interessengruppen, darunter der NRA, und Erarbeiten praktikabler Gesetzesvorschläge für besseren Schutz vor Schusswaffengewalt ein. Er forderte vom US-Kongress am 17. Januar 2013 gesetzliche Schritte zur schärferen Waffenkontrolle, darunter ein Verbot aller automatischen und halbautomatischen Schusswaffen, eine Begrenzung von Munitionsmagazinen auf 10 Patronen, Hintergrundchecks (polizeiliche Überprüfung etwaiger Strafregister) für alle Waffenkäufer und Fördermittel zur Untersuchung psychisch Kranker. Er erließ 23 entsprechende Exekutivanordnungen. Er empfahl den Kongressabgeordneten beider Parteien, sich eher um den Schutz der Kinder zu sorgen als um ihre Beurteilung durch die NRA. Diese lehnte alle seine Vorschläge umgehend ab und kündigte an, entsprechende Gesetzesinitiativen im US-Kongress strikt und dauerhaft zu bekämpfen.

### Verbot von halbautomatischen Gewehren
Die Gesetzesinitiativen zum Verbot von halbautomatischen Gewehren und Begrenzung von Munitionsmagazinen scheiterten am Widerstand der NRA und wurden im US-Kongress nicht zur Abstimmung gestellt. Auch ein parteiübergreifend erarbeiteter Gesetzesentwurf zur Ausweitung von Hintergrundchecks wurde im US-Senat am 18. April 2013 mit einer Sperrminorität von 46 Nein-Stimmen gegen 54 Ja-Stimmen abgelehnt. Die NRA hatte Senatoren beider Parteien, deren Wiederwahl ansteht, mit öffentlicher Abwertung gedroht, falls sie dem Entwurf zustimmten. Sie beeinflusste 51 Prozent aller Abgeordneten des derzeitigen US-Kongresses mit Spenden, drohte einigen mit Spendenentzug und finanzierte verdeckt mehrere Anzeigenkampagnen gegen die vorgeschlagenen Waffenkontrollgesetze. Beim Jahrestreffen der NRA am 4. Mai 2013 feierten die Teilnehmer, darunter mehrere prominente Republikaner und Präsidentschaftskandidaten, das Scheitern der Gesetzesinitiativen zur Waffenkontrolle als großen Sieg. Nach einer Gallup-Umfrage vom Oktober 2015 wünschte sich eine repräsentative Mehrheit der befragten US-Bürger strengere Waffengesetze.

### Kindermärchen
2016 publiziert die NRA von der Kinderbuchautorin und Bloggerin Amelia Hamilton veränderte Kindermärchen, in denen die Verfügbarkeit von Waffen die Geschichten zum Guten wendet. Kritisiert wird, dass wiederholt Kinder sich und andere durch Schusswaffen verletzen und töten.